# FA Cup 1879-1880
De FA Cup 1879-1880 was de 9de editie van de oudste bekercompetitie van de wereld in het voetbal, de Engelse FA Cup. De FA Cup werd gewonnen door Clapham Rovers. Het was de eerste eindwinst voor de club, die vorig seizoen nog de finale had verloren. Aan het toernooi zouden 54 teams deelnemen, 11 meer dan vorig seizoen. Vijf ploegen speelden echter nooit een wedstrijd.

## Voorrondes

### Eerste ronde
| Thuisclub            | Score     | Bezoekers            | Datum            |
| -------------------- | --------- | -------------------- | ---------------- |
| Finchley             | 1-2       | Old Harrovians       | 8 november 1879  |
| Sheffield FC         | Walk-over | Queen's Park         |                  |
| Royal Engineers      | 2-0       | Cambridge University | 13 november 1879 |
| Maidenhead           | 3-1       | Calthorpe            | 25 oktober 1879  |
| Clapham Rovers       | 7-0       | Romford              | 8 november 1879  |
| South Norwood        | 4-2       | Brentwood            | 1 november 1879  |
| Oxford University    | 1-1       | Marlow               | 6 november 1879  |
| Old Etonians         | Walk-over | Barnes               |                  |
| Pilgrims             | 5-2       | Clarence             | 1 november 1879  |
| Herts Rangers        | 2-1       | Minerva              | 15 november 1879 |
| Rochester            | 0-6       | Wanderers            | 15 november 1879 |
| Gresham              | 3-0       | Kildare              | 1 november 1879  |
| Remnants             | 1-1       | Upton Park           | 15 november 1879 |
| Hendon               | 1-1       | Old Foresters        | 8 november 1879  |
| Nottingham Forest    | 4-0       | Notts County         | 8 november 1879  |
| Eagley               | 0-1       | Darwen               | 1 november 1879  |
| Grey Friars          | 2-1       | Hanover United       | 8 november 1879  |
| Henley               | Walk-over | Reading              |                  |
| West End             | Walk-over | Swifts               |                  |
| Blackburn Rovers     | 5-1       | Tyne Association     | 1 november 1879  |
| Hotspur              | 1-1       | Argonauts            | 8 november 1879  |
| Mosquitos            | 3-1       | St Peter's Institute | 1 november 1879  |
| Aston Villa          | Bye       |                      |                  |
| Stafford Road        | 2-0       | Wednesbury Strollers | 8 november 1879  |
| Turton               | 7-0       | Brigg                | 1 november 1879  |
| Sheffield Providence | Bye       |                      |                  |
| Birmingham           | Walk-over | Panthers             |                  |
| Acton                | 0-4       | Old Carthusians      | 8 november 1879  |

### Eerste ronde - Replays
| Thuisclub     | Score | Bezoekers         | Datum            |
| ------------- | ----- | ----------------- | ---------------- |
| Marlow        | 0-1   | Oxford University | 10 november 1879 |
| Upton Park    | 5-2   | Remnants          | 25 november 1879 |
| Old Foresters | 2-2   | Hendon            | 15 november 1879 |
| Hendon        | 3-1   | Old Foresters     | 22 november 1879 |
| Argonauts     | 0-1   | Hotspur           | 15 november 1879 |

### Tweede ronde
| Thuisclub         | Score     | Bezoekers            | Datum            |
| ----------------- | --------- | -------------------- | ---------------- |
| Sheffield FC      | 3-3       | Sheffield Providence | 15 december 1879 |
| Royal Engineers   | 4-1       | Upton Park           | 23 december 1879 |
| Clapham Rovers    | 4-1       | South Norwood        | 20 december 1879 |
| Wanderers         | 1-0       | Old Carthusians      | 10 januari 1880  |
| Oxford University | 6-0       | Birmingham           | 19 januari 1880  |
| Old Etonians      | Bye       |                      |                  |
| Pilgrims          | Walk-over | Herts Rangers        |                  |
| Old Harrovians    | Bye       |                      |                  |
| Hendon            | 7-1       | Mosquitos            | 20 december 1879 |
| Grey Friars       | 9-0       | Gresham              | 20 december 1879 |
| Henley            | 1-3       | Maidenhead           | 23 november 1879 |
| West End          | 1-0       | Hotspur              | 13 december 1879 |
| Blackburn Rovers  | 3-1       | Darwen               | 6 december 1879  |
| Stafford Road     | 1-1       | Aston Villa          | 13 december 1879 |
| Turton            | 0-6       | Nottingham Forest    | 13 december 1879 |

### Tweede ronde - Replays
| Thuisclub    | Score | Bezoekers            | Datum            |
| ------------ | ----- | -------------------- | ---------------- |
| Sheffield FC | 3-0   | Sheffield Providence | 29 december 1879 |
| Aston Villa  | 3-1   | Stafford Road        | 24 januari 1880  |

### Derde ronde
| Thuisclub         | Score     | Bezoekers        | Datum           |
| ----------------- | --------- | ---------------- | --------------- |
| Sheffield FC      | Bye       |                  |                 |
| Royal Engineers   | 2-0       | Old Harrovians   | 4 februari 1880 |
| Maidenhead        | Bye       |                  |                 |
| Clapham Rovers    | 7-0       | Pilgrims         | 17 januari 1880 |
| Oxford University | Walk-over | Aston Villa      |                 |
| Old Etonians      | 3-1       | Wanderers        | 7 februari 1880 |
| Hendon            | Bye       |                  |                 |
| Nottingham Forest | 6-0       | Blackburn Rovers | 31 januari 1880 |
| Grey Friars       | Bye       |                  |                 |
| West End          | Bye       |                  |                 |

### Vierde ronde
| Thuisclub         | Score                                | Bezoekers         | Datum            |
| ----------------- | ------------------------------------ | ----------------- | ---------------- |
| Royal Engineers   | 1-0                                  | Grey Friars       | 18 februari 1880 |
| Maidenhead        | 0-1                                  | Oxford University | 14 februari 1880 |
| Clapham Rovers    | 2-0                                  | Hendon            | 14 februari 1880 |
| Old Etonians      | 5-1                                  | West End          | 7 februari 1880  |
| Nottingham Forest | 2-2 (Sheffield FC Gediskwalificeerd) | Sheffield         | 19 februari 1880 |

### Vijfde ronde
| Thuisclub         | Score | Bezoekers       | Datum            |
| ----------------- | ----- | --------------- | ---------------- |
| Clapham Rovers    | 1-0   | Old Etonians    | 21 februari 1880 |
| Oxford University | 1-1   | Royal Engineers | 5 maart 1880     |
| Nottingham Forest | Bye   |                 |                  |

### Vijfde ronde - Replay
| Thuisclub         | Score | Bezoekers       | Datum         |
| ----------------- | ----- | --------------- | ------------- |
| Oxford University | 1-0   | Royal Engineers | 15 maart 1880 |

## Halve finale
| Thuisclub         | Score | Bezoekers         | Datum         |
| ----------------- | ----- | ----------------- | ------------- |
| Clapham Rovers    | Bye   |                   |               |
| Oxford University | 1-0   | Nottingham Forest | 27 maart 1880 |

## Finale
| Thuisclub      | Score | Bezoekers         | Datum         |
| -------------- | ----- | ----------------- | ------------- |
| Clapham Rovers | 1-0   | Oxford University | 10 april 1880 |